# Клиент — сервер
«Клиент — сервер» (англ. client–server) — вычислительная или сетевая архитектура, в которой задания или сетевая нагрузка распределены между поставщиками услуг, называемыми серверами, и заказчиками услуг, называемыми клиентами. Фактически клиент и сервер — это программное обеспечение. Обычно программы расположены на разных вычислительных машинах и взаимодействуют между собой через вычислительную сеть посредством сетевых протоколов, но они могут быть расположены также и на одной машине. Программы-серверы ожидают от клиентских программ запросы и предоставляют им свои ресурсы в виде данных (например, передача файлов посредством HTTP, FTP, BitTorrent, потоковое мультимедиа или работа с базами данных) или в виде сервисных функций (например, работа с электронной почтой, общение посредством систем мгновенного обмена сообщениями или просмотр web-страниц во всемирной паутине). Поскольку одна программа-сервер может выполнять запросы от множества программ-клиентов, её размещают на специально выделенной вычислительной машине, настроенной особым образом, как правило, совместно с другими программами-серверами, поэтому производительность этой машины должна быть высокой. Из-за особой роли такой машины в сети, специфики её оборудования и программного обеспечения, её также называют сервером, а машины, выполняющие клиентские программы, соответственно, клиентами.

## Роль клиента и сервера
Характеристика клиент-сервер описывает отношения взаимодействующих программ в приложении. Серверный компонент предоставляет функцию или услугу одному или нескольким клиентам, которые инициируют запросы на такие услуги. Серверы классифицируются по предоставляемым ими услугам. Например, веб-сервер обслуживает веб-страницы, а файловый сервер обслуживает компьютерные файлы. Общий ресурс может быть любой из программного обеспечения и электронных компонентов компьютера — сервера, от программ и данных в процессорах и запоминающих устройств. Совместное использование ресурсов сервера представляет собой услугу.
Является ли компьютер клиентом, сервером или и тем, и другим, определяется характером приложения, которому требуются сервисные функции. Например, на одном компьютере могут одновременно работать веб-серверы и программное обеспечение файлового сервера, чтобы обслуживать разные данные для клиентов, отправляющих различные типы запросов. Клиентское программное обеспечение также может взаимодействовать с серверным программным обеспечением на том же компьютере. Связь между серверами, например, для синхронизации данных, иногда называется межсерверной.

## Взаимодействие клиента и сервера
Вообще говоря, служба — это абстракция компьютерных ресурсов, и клиенту не нужно беспокоиться о том, как сервер работает при выполнении запроса и доставке ответа. Клиенту нужно только понять ответ, основанный на известном протоколе приложения, то есть содержание и форматирование данных для запрашиваемой услуги.
Клиенты и серверы обмениваются сообщениями в шаблоне запрос-ответ. Клиент отправляет запрос, а сервер возвращает ответ. Этот обмен сообщениями является примером межпроцессного взаимодействия. Для взаимодействия компьютеры должны иметь общий язык, и они должны следовать правилам, чтобы и клиент, и сервер знали, чего ожидать. Язык и правила общения определены в протоколе связи. Все протоколы клиент-серверной модели работают на уровне приложений. Протокол прикладного уровня определяет основные шаблоны диалога. Чтобы ещё больше формализовать обмен данными, сервер может реализовать интерфейс прикладного программирования (API). API — это уровень абстракции для доступа к сервису. Ограничивая связь определённым форматом контента, он облегчает синтаксический анализ. Абстрагируя доступ, он облегчает межплатформенный обмен данными.
Сервер может получать запросы от множества различных клиентов за короткий период времени. Компьютер может выполнять только ограниченное количество задач в любой момент и полагается на систему планирования для определения приоритетов входящих запросов от клиентов для их удовлетворения. Чтобы предотвратить злоупотребления и максимизировать доступность серверное программное обеспечение может ограничивать доступность для клиентов. Атаки типа «отказ в обслуживании» используют обязанности сервера обрабатывать запросы, такие атаки действуют путем перегрузки сервера чрезмерной частотой запросов. Шифрование следует применять, если между клиентом и сервером должна передаваться конфиденциальная информация.

## Сравнение с peer-to-peer архитектурой
В дополнение к клиент-серверной модели распределенные вычислительные приложения часто используют peer-to-peer архитектуру.
Клиент-сервер часто проектируется как централизованная система, которая обслуживает множество клиентов. Таким образом, требования к мощности, памяти и объёму хранилища сервера должны масштабироваться с ожидаемой нагрузкой. Системы балансировки нагрузки и отказоустойчивости часто используются для масштабирования сервера за пределами одной физической машины. В одноранговой сети два или более компьютера объединяют свои ресурсы и взаимодействуют в децентрализованной системе. Одноранговые узлы — это равноправные или эквипотентные узлы в неиерархической сети. В отличие от клиентов в архитектуре клиент-сервер или клиент-очередь-клиент, одноранговые узлы взаимодействуют друг с другом напрямую. В одноранговой сети алгоритм в одноранговом коммуникационном протоколе балансирует нагрузку, и даже одноранговые узлы с небольшим количеством ресурсов могут помочь разделить нагрузку. Если узел становится недоступным, его общие ресурсы остаются доступными до тех пор, пока другие одноранговые узлы предлагают их. В идеале узлу не нужно достигать высокой доступности, поскольку другие узлы компенсируют любое время простоя ресурсов. По мере изменения доступности и пропускной способности одноранговых узлов протокол перенаправляет запросы. Как клиент-сервер, так и ведущий-ведомый рассматриваются как подкатегории распределенных одноранговых систем.

## Преимущества
- Отсутствие дублирования кода программы-сервера программами-клиентами.
- Так как все вычисления выполняются на сервере, то требования к компьютерам, на которых установлен клиент, снижаются.
- Все данные хранятся на сервере, который, как правило, защищён гораздо лучше большинства клиентов. На сервере проще организовать контроль полномочий, чтобы разрешать доступ к данным только клиентам с соответствующими правами доступа.

## Недостатки
- Неработоспособность сервера может сделать неработоспособной всю вычислительную сеть. Неработоспособным сервером следует считать сервер, производительности которого не хватает на обслуживание всех клиентов, а также сервер, находящийся на ремонте, профилактике и т. п.
- Поддержка работы данной системы требует отдельного специалиста — системного администратора.
- Высокая стоимость оборудования.

## Многоуровневая архитектура «клиент — сервер»
Многоуровневая архитектура «клиент — сервер» — разновидность архитектуры «клиент — сервер», в которой функция обработки данных вынесена на несколько отдельных серверов. Это позволяет разделить функции хранения, обработки и представления данных для более эффективного использования возможностей серверов и клиентов.
Частные случаи многоуровневой архитектуры:
- Трёхуровневая архитектура

## Сеть с выделенным сервером
Сеть с выделенным сервером (англ. client/server network) — это локальная вычислительная сеть (LAN), в которой сетевые устройства централизованы и управляются одним или несколькими серверами. Индивидуальные рабочие станции или клиенты (такие, как Персональный компьютер) должны обращаться к ресурсам сети через сервер(а).